# Eugène Ébodé
Œuvres principales
- Silikani (2006)
- Madame l'Afrique (2011)
- La Rose dans le bus jaune (2013)
- Souveraine Magnifique (2014)

Compléments
- Prix Ève Delacroix 2007
- Prix Yambo Ouologuem 2011
- Chevalier des Arts et des Lettres

Eugène Ébodé, né le 11 janvier 1962 à Douala au Cameroun, est un écrivain, universitaire et journaliste camerounais. Depuis 2022, il est administrateur de la Chaire des littératures et des arts africains de l'académie du Royaume du Maroc. Il est professeur de diplomatie culturelle à l'université  Lansana Conté de Sonfonia à Conakry.

## Biographie

### Jeunesse
Il fait ses études secondaires au collège Libermann (établissement dirigé par les Jésuites) à Douala, au lycée classique de Bafoussam, au lycée bilingue de Yaoundé et en classe de terminale D au lycée Félix Eboué à Ndjamena, au Tchad. Avant les épreuves du baccalauréat, les troubles politiques récurrents reprennent dans l'ancienne Fort-Lamy, aujourd'hui Ndjamena. La guerre civile pousse donc le jeune Ébodé à retraverser le fleuve Chari sous une pluie de balles pour retrouver le pays des crevettes, ainsi qu’il aime à nommer son Cameroun natal[réf. nécessaire].
Marqué par son errance intra-africaine, il a le sentiment d'assister aux convulsions d'un monde qui n'arrête pas d'agoniser. Il envisage alors l'exil en Occident. La passion pour le football va reporter de deux ans ce projet, d'autant qu'il est rapidement sélectionné chez les Lionceaux indomptables, l'équipe nationale junior de football. Il y connaîtra quelques mésaventures, refusera d'embarquer dans un avion militaire avec l'équipe de la Dynamo Douala à la suite de son éviction de la liste des joueurs décidée par le sorcier du club. Cette mise à l'écart n'empêchera ni la défaite ni l'élimination de son équipe en quarts de finale de la Coupe d'Afrique des vainqueurs de coupe face à l'Africa Sport d'Abidjan en 1982. Mais elle conduira le jeune homme à refuser de reprendre le même vol que ses coéquipiers et à prolonger son séjour à Abidjan d'une semaine. "Ce ne fut pas une désertion, plaidera-t-il à son retour au Cameroun, mais la manifestation de mon opposition à l'acte injuste et injustifiable qui m'empêcha de participer à un match décisif."

### Installation en France

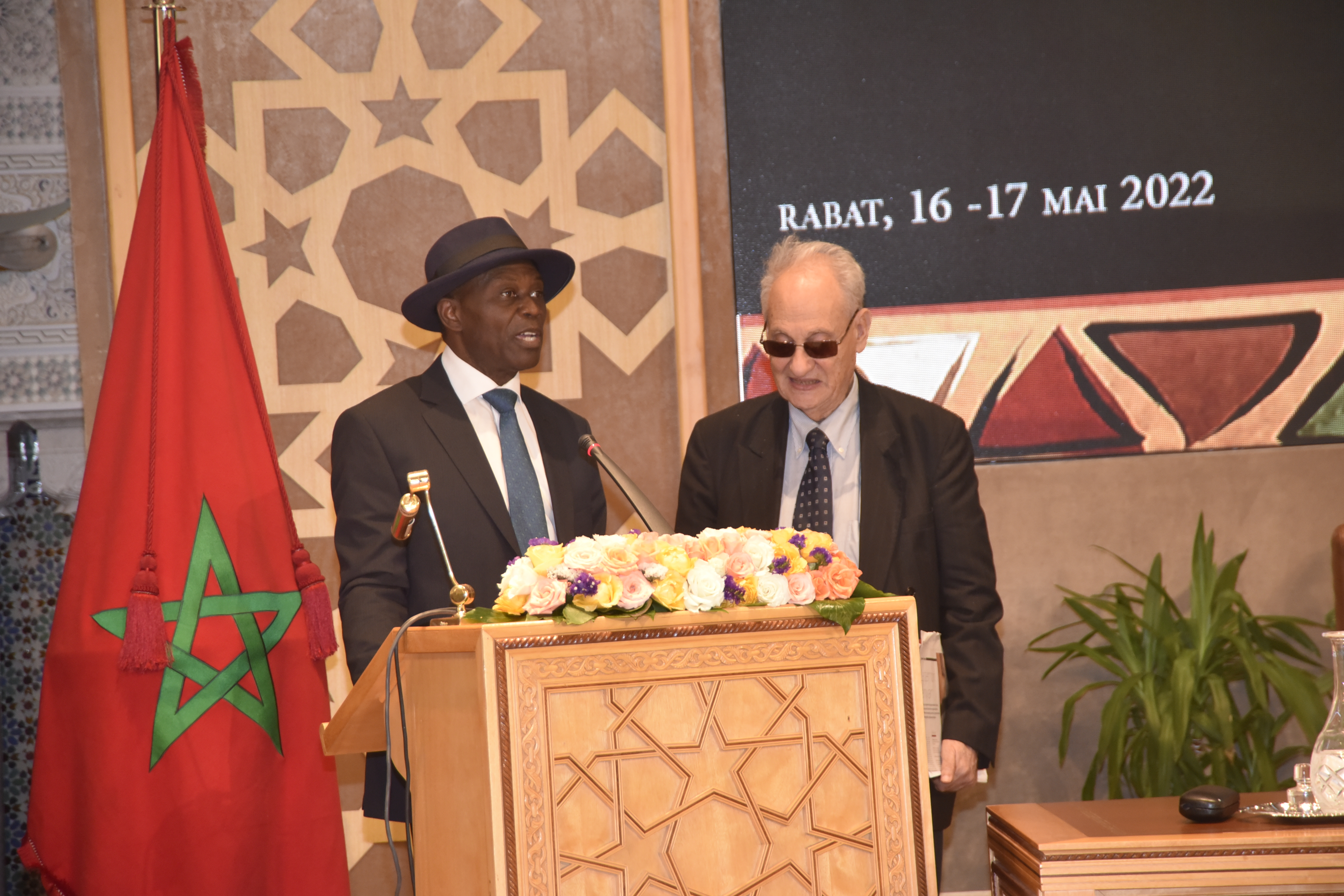
Professeur Eugène à l’Académie du Royaume du Maroc

Il quitte le Cameroun pour la France où il reprend ses études tout en jouant dans un club de football amateur à Argenteuil. Après l'obtention du baccalauréat et une année à l'université Panthéon-Sorbonne, il est admis au concours d'entrée de Sciences Po Aix. Diplômé de l'Institut d'Etudes Politiques en 1988, il entre au CELSA où il obtient un DESS en communication et relations publiques puis un master 2 en sciences politiques à l'Université de Montpellier I et un Doctorat en littératures françaises et comparées à l'Université Paul-Valéry, Montpellier III. La thèse soutenue portait sur "Les Chroniques du règne de Nicolas Ier de Patrick Rambaud : reprise, mutations et reconfigurations du genre de la chronique". Eugène Ebodé est aussi Docteur Honoris Causa, titre décerné par l'Université Mahatma Gandhi de Conakry le samedi 24 avril 2021.
Il commence son activité professionnelle en qualité de formateur au CNFPT avant de devenir, à Achères, directeur adjoint du service Jeunesse, puis directeur des affaires culturelles et enfin directeur de cabinet du maire. Il est également conseiller municipal de la commune de Villepreux (Yvelines) de 2001 à 2008.

### Activités journalistiques et publications universitaires
Eugène Ébodé a aussi été, sous la direction de l'écrivaine et journaliste Paula Jacques, chroniqueur littéraire de l’émission dominicale Cosmopolitaine, sur France Inter. Il tient depuis 2006 une chronique littéraire et francophone dans le journal suisse Le Courrier de Genève. Il a collaboré au bimensuel genevois La Cité. Il est aussi chroniqueur de l'hebdomadaire Jeune Afrique.
Eugène Ébodé est chercheur associé au Laboratoire Rirra 21 de l'Université Paul-Valéry. Il a publié plusieurs articles universitaires parmi lesquels : 
-      Considérations sur la palabre vue comme le plus petit dénominateur commun des peuples d’Afrique, In Promesses d’Afrique, PUI, Rabat, 2018.
-      Si Coronavirus pouvait parler, in Ce que nous vivons, Collectif, La croisée des Chemins, 2020
-      Poétique d’un « Double-Maître » in hommage à Edouard Glissant, NRF n°646, Gallimard, février 2021

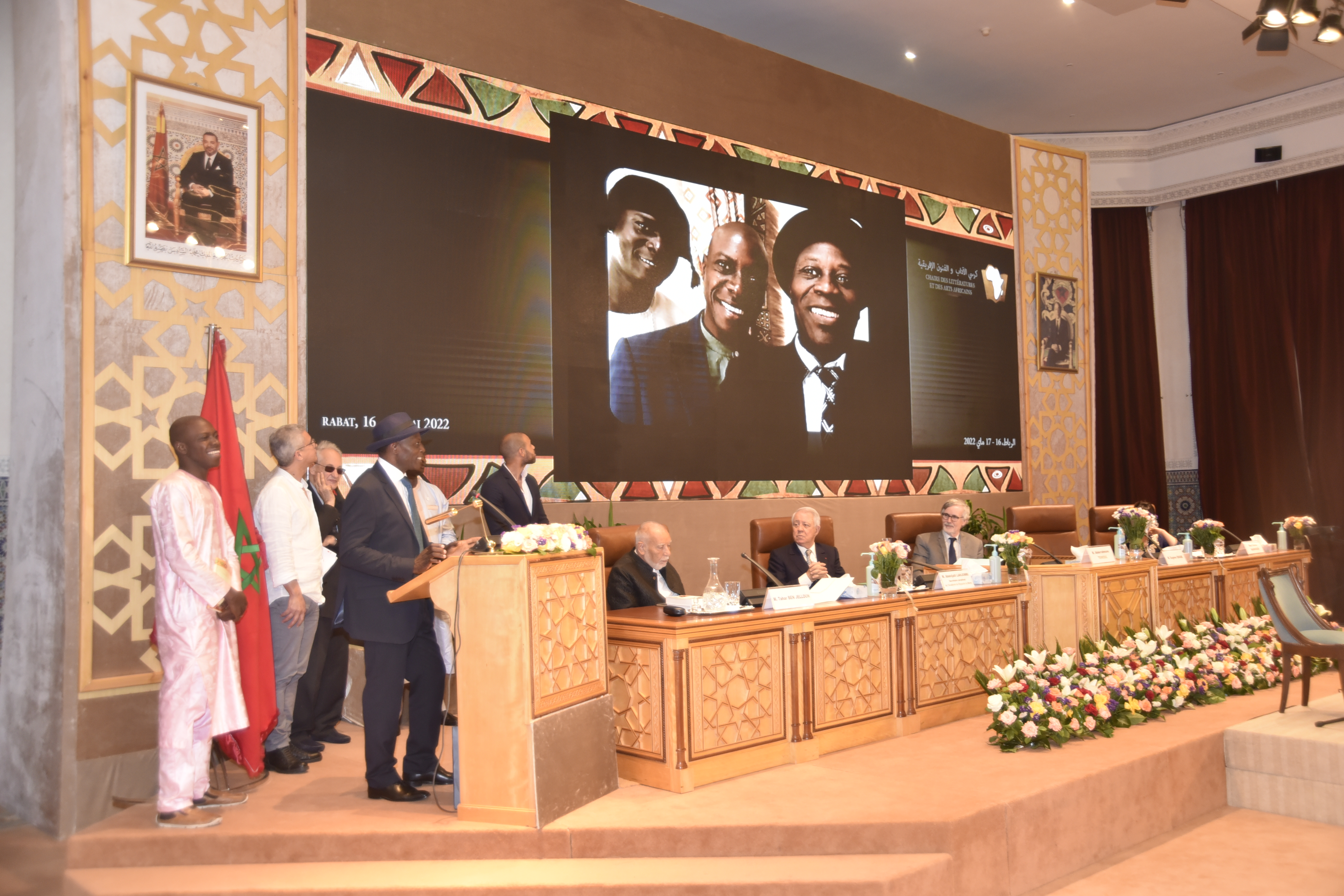
Professeur Eugène Ebodé à l’Académie du Royaume du Maroc

## Distinctions et prix littéraires

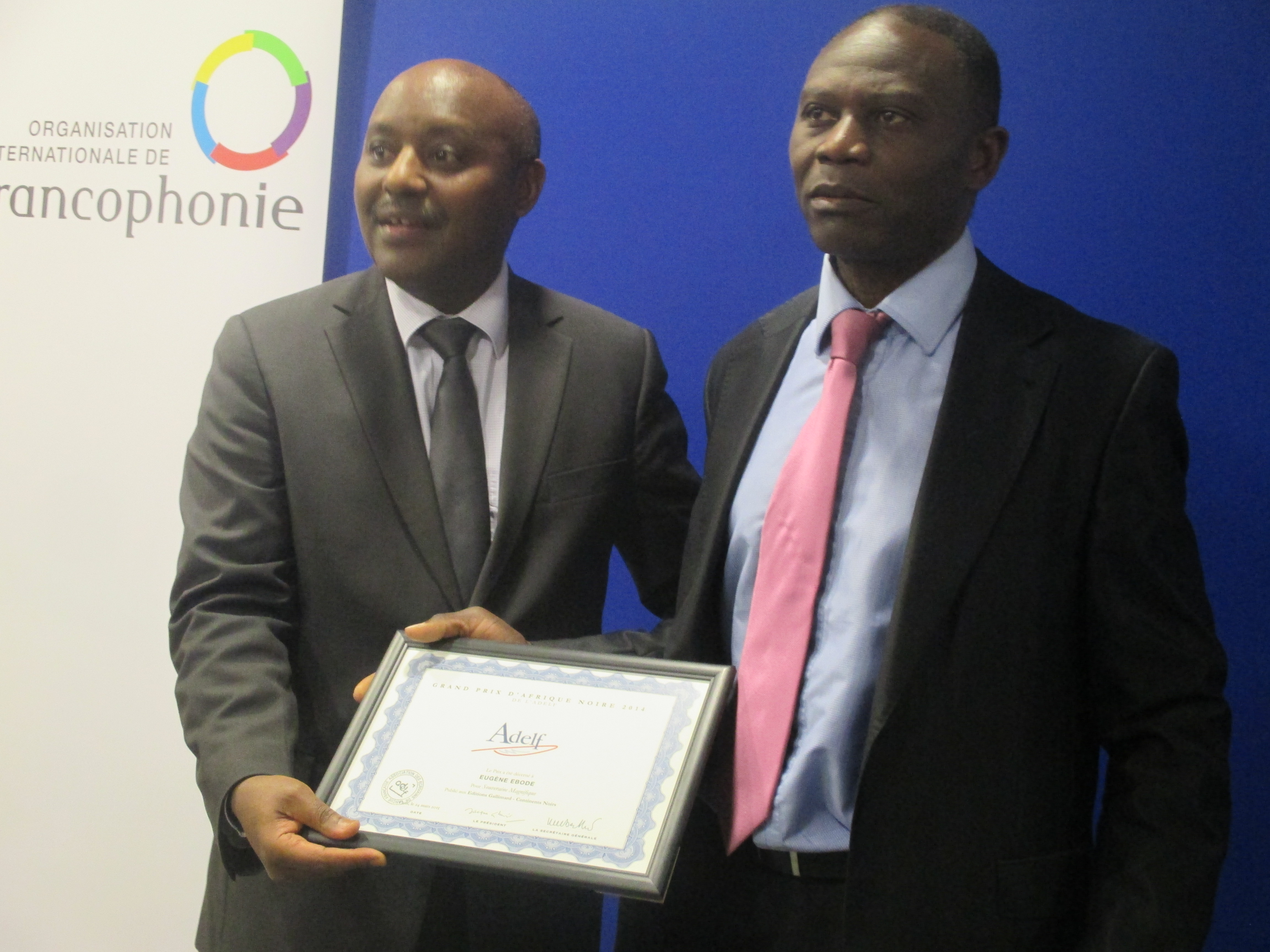
Le prix littéraire d'Afrique noire 2014 remis par Eguène Ebodé à l'ambassadeur du Rwanda

- Prix Ève-Delacroix de l'Académie française en juin 2007 pour son roman Silikani (Gallimard, 2006)
- Élevé au rang de chevalier des Arts et des Lettres en janvier 2010 par le ministre de la Culture Frédéric Mitterrand [3]
- Prix Yambo Ouologuem (décerné au Mali le 10 février 2012) pour le roman Madame l'Afrique publiés aux éditions Apic d'Alger
- Grand prix littéraire d'Afrique noire 2014 décernés à Paris par l'ADELF pour le roman Souveraine Magnifique (Gallimard, 2014)
- Prix Jeand'Heurs du roman historique décerné par le département de la Meuse le 1er décembre 2015 pour Souveraine Magnifique (Gallimard, 2014)
- Chevalier dans l'Ordre de la Valeur de la République du Cameroun en novembre 2016.

## Œuvres littéraires
Essais
- Tout sur mon maire : parité, diversité, férocité, éd. Demopolis, février 2008  (ISBN 9782354570033)

C'est un essai politique, une critique acide sur la vie politique locale se présentant sous la forme d'un journal de campagne électorale. Livre des mécomptes de la démocratie participative, il se lit aussi comme un conte sur les splendeurs de la vie publique et la comédie qui s'y déploie. L'écrivain africain se change ici en anthropologue auscultant à son tour le monde européen, les embrouilles qui accompagnent la succession d'un baron local et les coups tordus ou foireux qui émaillent la vie politique d'une commune de la banlieue parisienne. Le cercle d'initiés et les détenteurs du pouvoir local sont décrits comme dévoués à leur tâche, mais aussi prompts à toutes les roueries voire à d'indicibles bassesses. Une lecture attentive du livre permet de voir la dénonciation du triste sort réservé aux Roms et aux immigrés en France. Quant à la quête de diversité et de parité réelle dans la vie politique française, ce livre avait pour ambition de mettre en évidence les retards en ce domaine. Les élections municipales des 9 et 16 mars en France auront été de ce point de vue décevantes. L'auteur conclut dans une interview du 14 mars 2008 au journal suisse Le Courrier de Genève : « La diversité et la justice sociale ont été les grandes absentes des municipales. »
- La sublime négrité de Pouchkine in Pouchkine et le Monde noir, Présence africaine, 1999.
- Jacques Rabemananjara, le totem, Lecce, Italie, 2004

Romans
- La transmission, éd. Gallimard, 2002
- La divine colère, éd. Gallimard, 2004
- Silikani, éd. Gallimard, 2006.
- Madame l'Afrique, éd. Apic, 2011
- Métisse Palissade, éd. Gallimard, 2012
- La Rose dans le bus jaune, éd. Gallimard, 2013
- Souveraine Magnifique, éd. Gallimard, 2014
- Le balcon de Dieu, éd. Gallimard, 2019
- Brûlant était le regard de Picasso, éd. Gallimard, 2021
- Habiller le ciel  éd. Gallimard, 2022

Poésie
- Le Fouettateur, éd. Vents d'Ailleurs, 2006

Contes
- Grand-père Boni et les contes de la savane, éditions Monde global, 2006

Nouvelles
- Le capitaine Messanga – ouvrage collectif – Gallimard jeunesse – 2004
- Anata et Basilou – ouvrage collectif – Gallimard jeunesse - 2005
- Le match retour – ouvrage collectif – Gallimard jeunesse - 2006
- La dame étoile in Dernières nouvelles de la Françafrique - Vents d’Ailleurs - 2004
- La profanation in Dernières nouvelles du colonialisme – Vents d’Ailleurs - 2006
- Sarah Vaughan: Lady Scat in Le Tour du Jazz en 80 écrivains (livre collectif sous la direction de Franck Médioni)- Editions Alter Ego - 2013

## Distinctions
- Chevalier de l'ordre des Arts et des Lettres